# Jessica Jaymes
Jessica Jaymes (Anchorage, Alaska, 8 de març de 1976 - North Hills, Califòrnia, 17 de setembre de 2019) va ser una actriu pornogràfica estatunidenca.

## Biografia
Encara que va néixer a Alaska, als 10 anys es va mudar a Arizona. Les seves aficions incloïen tocar el piano, ballar claque i el dibuix artístic i el seu somni de la infància era convertir-se en pilot d'aviació, però als 18 anys va acabar convertint-se en professora de nens de 9 a 12 anys. Desitjosa d'augmentar els seus ingressos, mentre treballava com a professora durant el dia va començar a treballar com stripper a la nit, la qual cosa la va portar a conèixer un home que treballava per a la revista porno Playtime amb el qual acabaria sortint i el que la va portar a començar a rodar pel·lícules porno en 2002, al principi, exclusivament escenes lèsbiques.
El 2004 en totes les notícies dels Estats Units va començar a parlar-se de Jessica Jaymes i l'escàndol de Nick Lachey, afirmant que suposadament el cantant Nick Lachey havia enganyat a la seva famosíssima esposa, la cantant Jessica Simpson, amb Jessica Jaymes. Després que aquesta notícia es propagués per tots els mitjans dels Estats Units la fama i popularitat de Jessica Jaymes van augmentar espectacularment. El 2004 va signar un contracte exclusiu amb la revista i productora Hustler, convertint-se així en la primera noia a signar un contracte exclusiu amb la companyia i a més va esdevenir Hustler Honey de l'any. Durant el seu contracte amb Hustler Jessica va començar a rodar escenes heterosexuals. A principis de 2006 va finalitzar el seu contracte amb la companyia i avui dia continua rodant porno sense estar baix contracte exclusiu. A més ha treballat per a Playboy TV en diverses ocasions, entre elles com a presentadora del programa Night Calls.

## Premis
- 2004: Hustler Honey de l'any per a la revista Hustler.

## Defunció
Jessica ser trobada morta al seu domicili de Los Angeles (Califòrnia) el dimarts 17 de setembre de 2019. L'actriu estava inconscient quan una amiga la va trobar a casa seva. Jaymes, amb antecedents per convulsions, estava en aturada cardíaca quan van arribar els serveis d'emergències. Va ser declarada morta al seu domicili.